# SUMMER STRUGGLE
SUMMER STRUGGLE（サマー・ストラグル）とは新日本プロレスが行うプロレス興行のひとつである。

## 試合結果

### 2020年
| 第1試合 60分1本勝負 ■スペシャルシングルマッチ                                 |                                          |                                                                 |
| ●マスター・ワト                                                               | 7分31秒 回転エビ固め                     | 金丸義信○                                                       |
| 第2試合 時間無制限分1本勝負 ■「KOPW2020」決定戦4WAYマッチ                     |                                          |                                                                 |
| ○矢野通 ●オカダ・カズチカ                                                     | 07分01秒 横入り式エビ固め                | エル・デスペラード SANADA                                       |
| ※矢野がKOPW2020を獲得                                                         |                                          |                                                                 |
| 第3試合 60分1本勝負 ■NEVER無差別級選手権試合                                  |                                          |                                                                 |
| ●鷹木信悟(第29代NEVER無差別級王者)                                            | 14分56秒 ゴッチ式パイルドライバー→体固め | 鈴木みのる○ (挑戦者)                                            |
| ※王者が4度目の防衛に失敗、挑戦者が新王者となる。                              |                                          |                                                                 |
| 第4試合 60分1本勝負■IWGPジュニアヘビー級選手権試合                            |                                          |                                                                 |
| ●高橋ヒロム(第86代IWGPジュニアヘビー級王者)                                   | 13分30秒 Bone Lock                       | 石森太二○ (挑戦者)                                              |
| 王者が2度目の防衛に失敗、挑戦者が新王者となる。                               |                                          |                                                                 |
| 第5試合 60分1本勝負 ■IWGPタッグ選手権試合                                     |                                          |                                                                 |
| 飯伏幸太 ●棚橋弘至 (挑戦者組)                                                 | 16分01秒 ザックメフィスト→エビ固め       | ザック・セイバーJr.○ タイチ (第87代IWGPタッグ王者組)            |
| ※王者が初防衛に成功。                                                         |                                          |                                                                 |
| 第6試合 60分1本勝負 ■IWGPヘビー級・IWGPインターコンチネンタルダブル選手権試合 |                                          |                                                                 |
| ○内藤哲也 (挑戦者)                                                            | 26分20秒 デスティーノ→片エビ固め         | EVIL● (第71代IWGPヘビー級&第25代IWGPインターコンチネンタル王者) |
| ※王者が2度目の防衛に失敗、挑戦者が新王者となる。                              |                                          |                                                                 |

### 2021年

#### SUMMER STRUGGLE in SAPPORO
| 第1試合 20分1本勝負                                               |                                                  |                                            |
| ○マスター・ワト                                                   | 9分09秒 RPP→片エビ固め                           | 上村優也●                                  |
| ※飯伏幸太がワクチン接種による副反応により欠場し、対戦カードが変更 |                                                  |                                            |
| 第2試合 30分1本勝負                                               |                                                  |                                            |
| ●YOH 石井智宏                                                     | 11分37秒 Scorpion Deathlock                      | ディック東郷 EVIL○                         |
| 第3試合 30分1本勝負                                               |                                                  |                                            |
| ロッキー・ロメロ 田口隆祐 ○棚橋弘至                               | 15分00秒 ハイフライフロー→片エビ固め             | エル・ファンタズモ 高橋裕二郎● KENTA       |
| 第4試合 30分1本勝負                                               |                                                  |                                            |
| ●SHO オカダ・カズチカ                                             | 11分41秒 ツアー・オブ・ジ・アイランド→片エビ固め | グレート-O-カーン ジェフ・コブ○            |
| 第5試合 30分1本勝負                                               |                                                  |                                            |
| BUSHI ○鷹木信悟 SANADA 内藤哲也                                   | 13分40秒 パンピングボンバー→体固め               | DOUKI● 金丸義信 ザック・セイバーJr. タイチ |
| 第6試合 60分1本勝負 ■IWGPジュニアヘビー級選手権試合               |                                                  |                                            |
| ○エル・デスペラード (第89代IWGPジュニアヘビー級王者)              | 28分54秒 ピンチェ・ロコ→体固め                   | 石森太二● (挑戦者)                         |
| ※王者が2度目の防衛に成功                                          |                                                  |                                            |

| 第1試合 20分1本勝負                                                         |                                                  |                                                      |
| ●上村優也 SHO                                                               | 12分03秒 ディープインパクト→片エビ固め           | 金丸義信○ エル・デスペラード                         |
| 第2試合 30分1本勝負                                                         |                                                  |                                                      |
| ○ロッキー・ロメロ 田口隆祐 石井智宏                                         | 13分10秒 ウラカン・ラナ                          | エル・ファンタズモ● 石森太二 EVIL                    |
| 第3試合 30分1本勝負                                                         |                                                  |                                                      |
| ●辻陽太 棚橋弘至                                                            | 12分40秒 ピンプジュース→体固め                   | 高橋裕二郎○ KENTA                                    |
| 第4試合 30分1本勝負                                                         |                                                  |                                                      |
| ●YOH オカダ・カズチカ                                                       | 12分46秒 ツアー・オブ・ジ・アイランド→片エビ固め | グレート-O-カーン ジェフ・コブ○                      |
| 第5試合 30分1本勝負                                                         |                                                  |                                                      |
| ●マスター・ワト                                                             | 14分50秒 ラスト・オブ・ザ・ドラゴン              | 鷹木信悟○                                            |
| ※飯伏幸太がワクチン接種による副反応により昨日に続き欠場し、対戦カードが変更 |                                                  |                                                      |
| 第6試合 60分1本勝負 ■IWGPタッグ選手権試合                                   |                                                  |                                                      |
| SANADA ○内藤哲也 (挑戦者組)                                                 | 36分57秒 デスティーノ→片エビ固め                 | ザック・セイバーJr.● タイチ (第89代IWGPタッグ王者組) |
| ※王者組が初防衛に失敗、挑戦者組が第90代チャンピオンとなる。                 |                                                  |                                                      |

#### SUMMER STRUGGLE in OSAKA
| 第1試合 20分1本勝負                                       |                                                  |                                    |
| SHO ●YOH ロビー・イーグルス                               | 12分20秒 ピンチェ・ロコ→体固め                   | DOUKI 金丸義信 エル・デスペラード○ |
| 第2試合 30分1本勝負                                       |                                                  |                                    |
| YOSHI-HASHI 石井智宏 ○棚橋弘至                            | 12分39秒 ハイフライフロー→片エビ固め             | 高橋裕二郎● EVIL KENTA             |
| 第3試合 30分1本勝負                                       |                                                  |                                    |
| ●後藤洋央紀 オカダ・カズチカ                              | 10分50秒 ツアー・オブ・ジ・アイランド→片エビ固め | グレート-O-カーン ジェフ・コブ○    |
| 第4試合 30分1本勝負                                       |                                                  |                                    |
| ●マスター・ワト 本間朋晃                                  | 10分30秒 パンピングボンバー→体固め               | BUSHI 鷹木信悟○                    |
| ※飯伏幸太が誤嚥性肺炎のため欠場、対戦カードが変更となる。 |                                                  |                                    |
| 第5試合 60分1本勝負 ■スペシャルシングルマッチ             |                                                  |                                    |
| △SANADA                                                   | 24分21秒 ダブルフォール (DRAW)                   | ザック・セイバーJr.△               |
| 第6試合 60分1本勝負 ■スペシャルシングルマッチ             |                                                  |                                    |
| ●内藤哲也                                                 | 26分41秒 ブラックメフィスト→片エビ固め           | タイチ○                            |

| 第1試合 20分1本勝負                                       |                                                  |                                   |
| 後藤洋央紀 ロッキー・ロメロ ●田口隆祐                     | 10分10秒 片エビ固め                              | 邪道○ エル・ファンタズモ 石森太二 |
| 第2試合 30分1本勝負                                       |                                                  |                                   |
| 矢野通 ○石井智宏 棚橋弘至                                 | 12分15秒 垂直落下式ブレーンバスター→片エビ固め   | 高橋裕二郎● EVIL KENTA            |
| 第3試合 30分1本勝負                                       |                                                  |                                   |
| ●YOSHI-HASHI オカダ・カズチカ                             | 12分02秒 ツアー・オブ・ジ・アイランド→片エビ固め | グレート-O-カーン ジェフ・コブ○   |
| 第4試合 30分1本勝負                                       |                                                  |                                   |
| マスター・ワト ●本間朋晃                                  | 12分35秒 ラスト・オブ・ザ・ドラゴン→片エビ固め   | BUSHI 鷹木信悟○                   |
| ※飯伏幸太が誤嚥性肺炎のため欠場、対戦カードが変更となる。 |                                                  |                                   |
| 第5試合 60分1本勝負 ■スペシャルシングルマッチ             |                                                  |                                   |
| ○SANADA                                                   | 23分20秒 オコーナーブリッジ                      | タイチ●                           |
| 第6試合 60分1本勝負 ■スペシャルシングルマッチ             |                                                  |                                   |
| ○内藤哲也                                                 | 25分01秒 デスティーノ→片エビ固め                 | ザック・セイバーJr.●              |

#### SUMMER STRUGGLE in NAGOYA
| 第1試合 20分1本勝負                                       |                                      |                                              |
| SHO YOH ○ロビー・イーグルス                               | 9分19秒 変形横入り式エビ固め         | DOUKI 金丸義信 エル・デスペラード●           |
| 第2試合 30分1本勝負                                       |                                      |                                              |
| YOSHI-HASHI 後藤洋央紀 ロッキー・ロメロ ○田口隆祐         | 9分34秒 オーマイ&ガーアンクル        | 邪道● 高橋裕二郎 エル・ファンタズモ 石森太二 |
| 第3試合 30分1本勝負                                       |                                      |                                              |
| ○矢野通 オカダ・カズチカ                                  | 10分52秒 リングアウト                | グレート-O-カーン● ジェフ・コブ              |
| 第4試合 30分1本勝負                                       |                                      |                                              |
| ●マスター・ワト 本間朋晃                                  | 11分44秒 MADE IN JAPAN→片エビ固め    | BUSHI 鷹木信悟○                              |
| ※飯伏幸太が誤嚥性肺炎のため欠場、対戦カードが変更となる。 |                                      |                                              |
| 第5試合 60分1本勝負 ■スペシャルシングルマッチ             |                                      |                                              |
| ●石井智宏                                                 | 28分07秒 EVIL→片エビ固め             | EVIL○                                        |
| 第6試合 60分1本勝負 ■スペシャルシングルマッチ             |                                      |                                              |
| ○棚橋弘至                                                 | 24分51秒 ハイフライフロー→片エビ固め | KENTA●                                       |